# Девизна политика
Девизна политика или политика на валутните интервенции е форма на държавна валутна политика, базирана на покупката или продажбата на чуждестранна валута на валутния пазар, с цел да се повлияе на обменния курс на националната валута. Този процес позволява ефективно да се преодолеят краткосрочните колебания на курса, но не може да промени установената поради обективни обстоятелства тенденция на обменния курс.